# Astragalus fangensis
Astragalus fangensis är en ärtväxtart som beskrevs av George Simpson. Astragalus fangensis ingår i släktet vedlar, och familjen ärtväxter. Inga underarter finns listade i Catalogue of Life.